# Колорадський жук
Колора́дський жу́к (Leptinotarsa decemlineata (Say, 1824)) — жук з родини Листоїди, серйозний з економічної точки зору шкідник картоплі. Довжина тіла приблизно 10 мм, забарвлення надкрил яскраво жовте або помаранчеве з п'ятьма поздовжніми темно-коричневими смугами на кожному з них. Вид у 1824 році описав Томас Сей на матеріалах, зібраних у Скелястих горах на Solanum rostratum. Походження цього жука не зовсім зрозуміле, але видається правдоподібним, що Колорадо й Мексика є частиною його первинного ареалу на південному заході Північної Америки.

## Життєвий цикл
Природним кормом для колорадського жука слугувало листя Solanum rostratum, але разом з інтродукцією картоплі в межі природного ареалу виду сталася зміна харчової рослини. Інколи колорадський жук живиться також листям помідорів і баклажанів. Самка відкладає до 400 жовтувато-помаранчевих яєць, завдовжки приблизно 1,5 мм. Зазвичай яйця відкладаються купками (близько 30 яєць) на нижню сторону листка. Тривалість кожної стадії залежить від температури довкілля. За 4-15 днів з яєць виходять червонувато-коричневі личинки з двома рядами темно-коричневих плям на кожному боці, що живляться листками. Стадія личинки має чотири віки (тобто личинки линяють тричі). Личинка першого віку близько 1,5 мм завдовжки, останнього четвертого — близько 8 мм. Розвиток личинок першого-третього віку триває по 2-3 дні, четвертого — 4-7. Перед заляльковуванням кожна личинка впродовж кількох діб не живиться (стадія передлялечки, яку можна впізнати через низьку активність та бліде забарвлення). Передлялечки падають на землю, зариваються в ґрунт на кілька сантиметрів, де і заляльковуються. Залежно від температури, світлового режиму та якості кормової рослини імаго можуть з'явитися за кілька тижнів або ж впасти в діапаузу до весни. Імаго повертаються на харчові рослини, де паруються. Залежно від температурного режиму можуть давати до 3 поколінь за сезон.

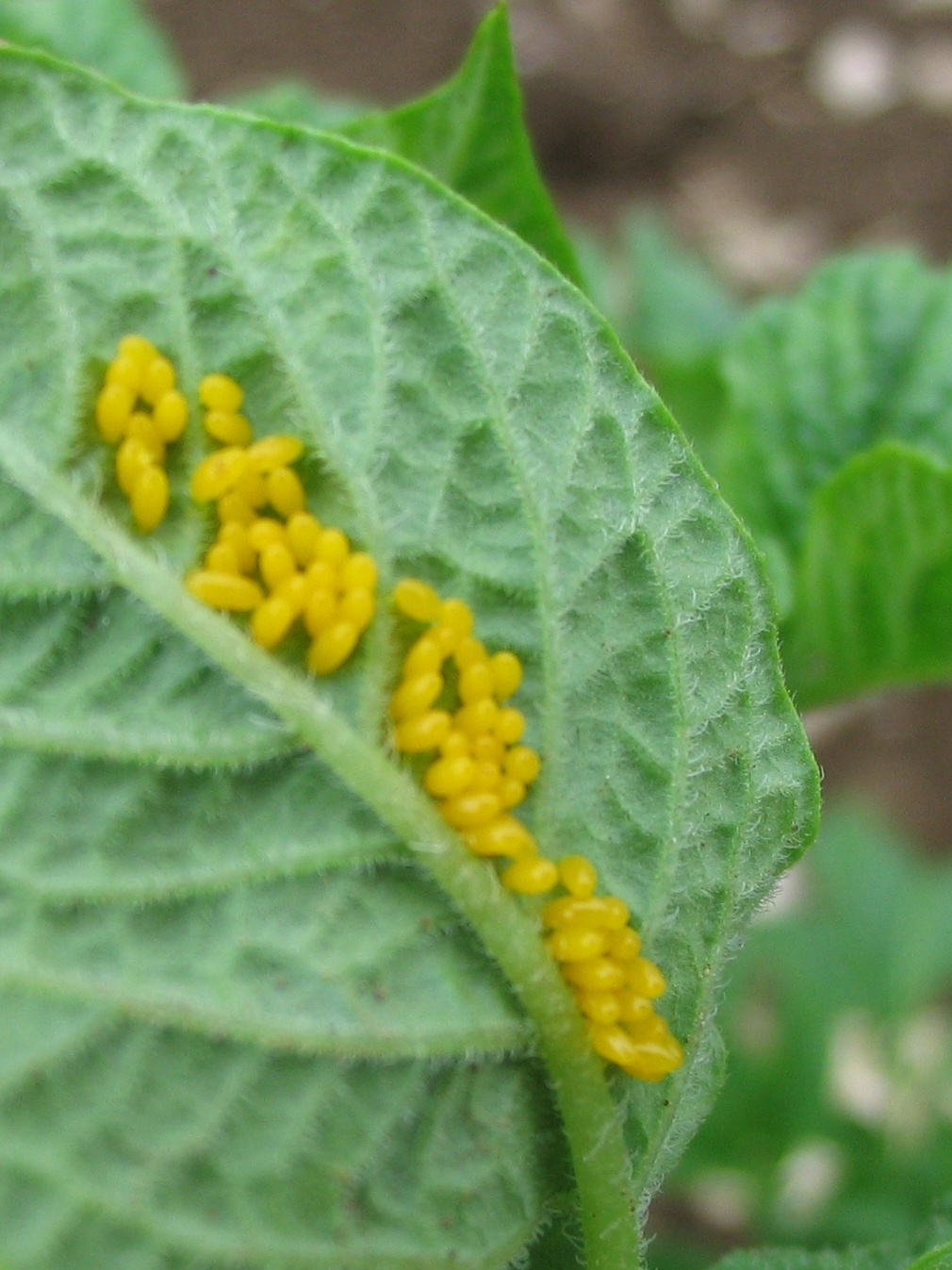
Відкладені яйця
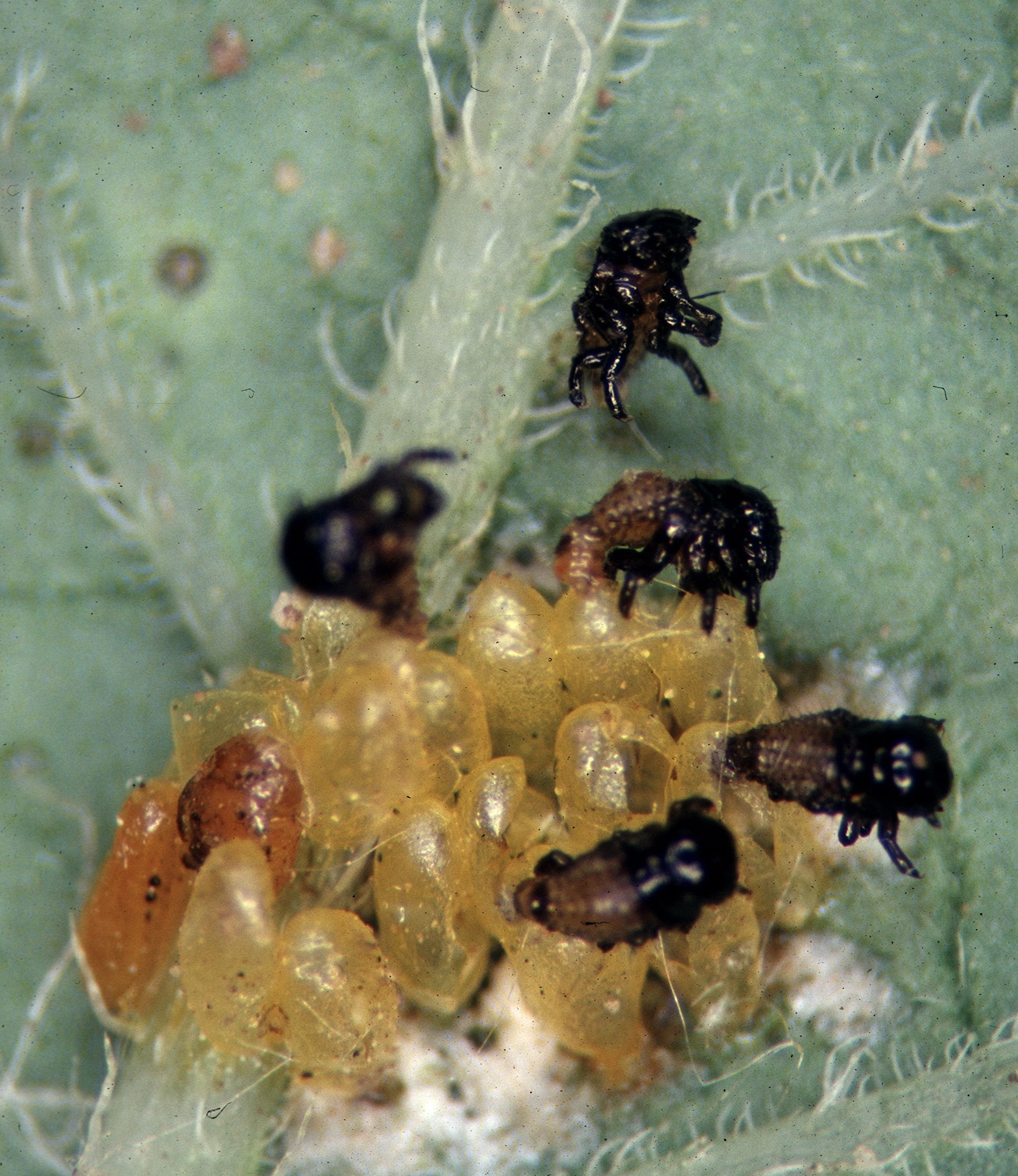
Личинки після вилуплювання (стадія 1)
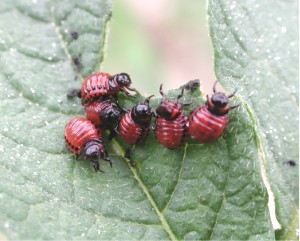
Рання (3-тя) стадія личинки.
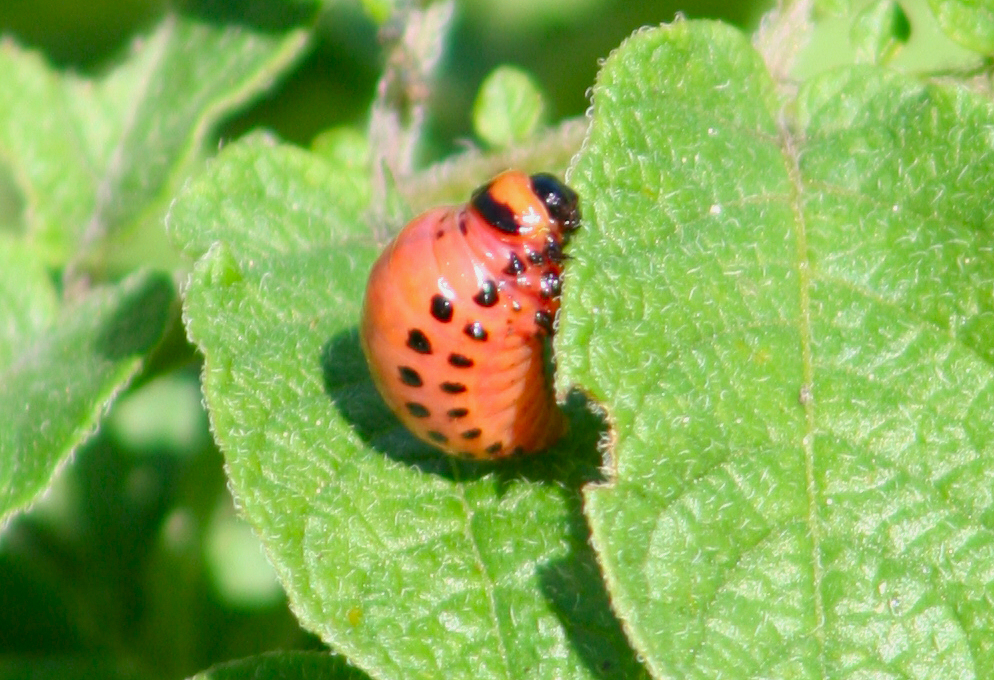
Пізня стадія (4-та) личинки перед лялечкуванням.
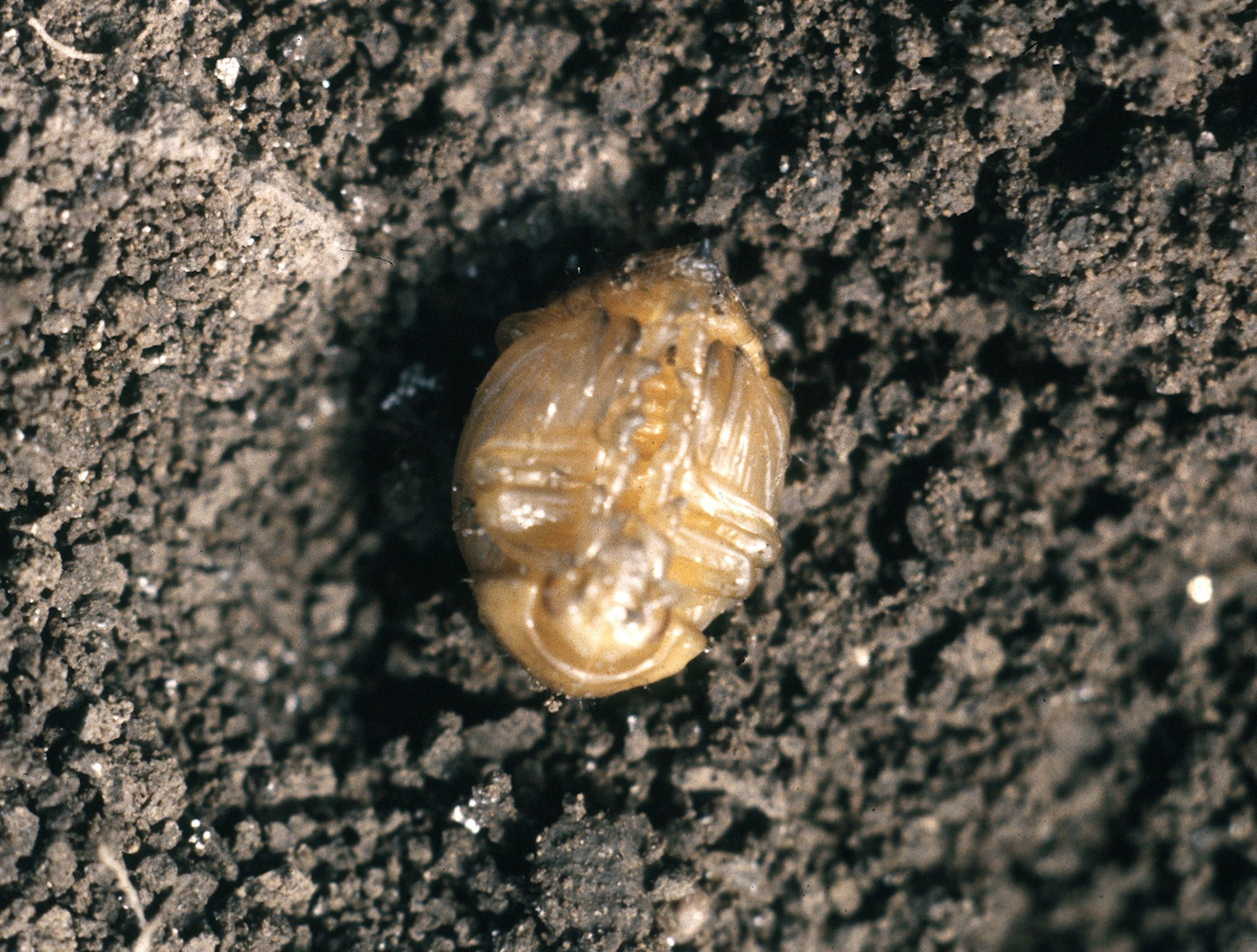
Лялечка
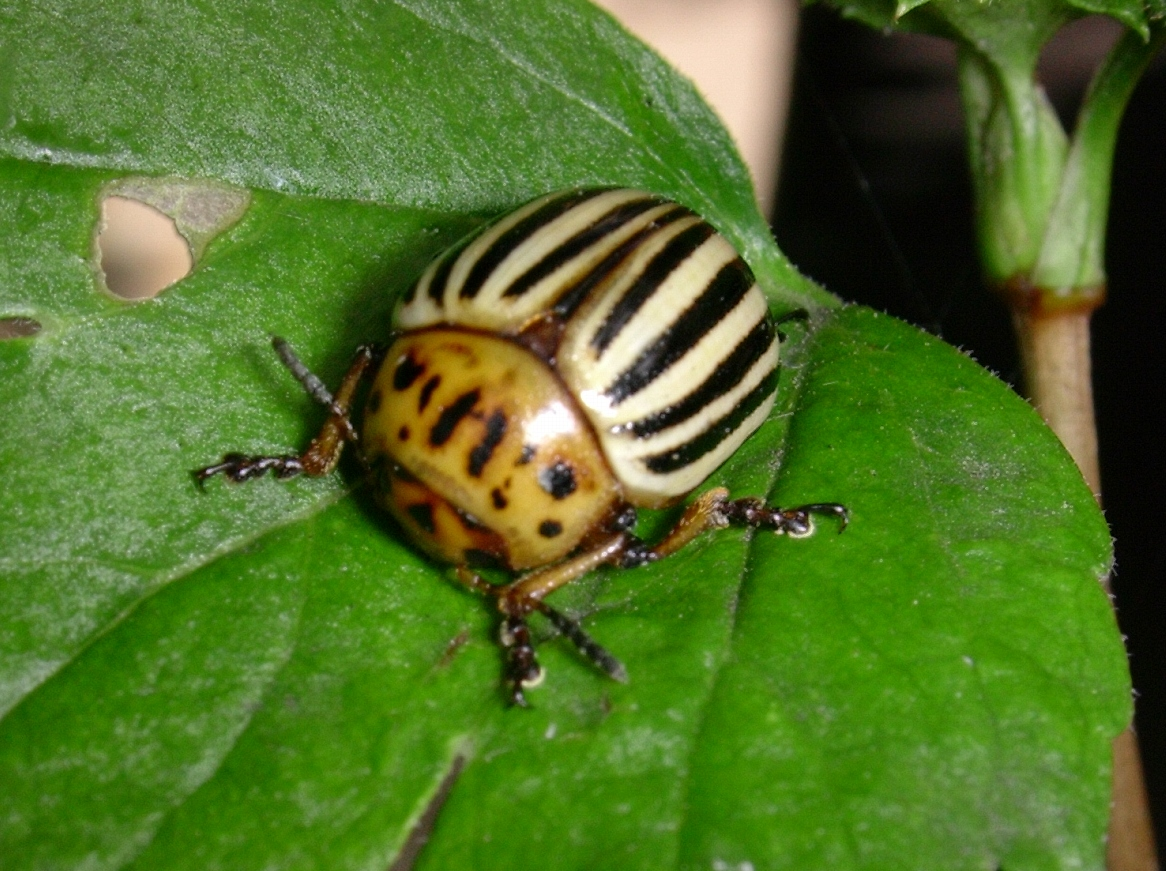
Дорослий жук після виходу з лялечки
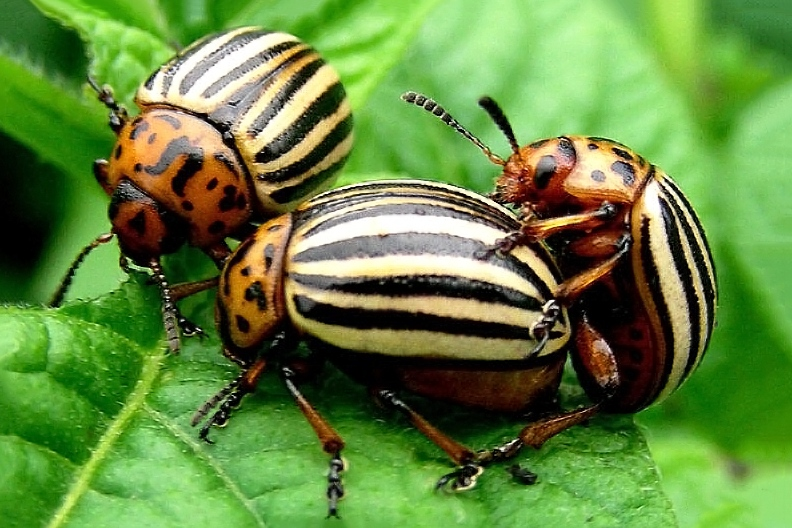
Дорослі жуки у період спарювання

## Вороги
Є багато відомих хижаків Leptinotarsa decemlineata, проте вони майже не впливають на розмноження жука. Хижаки включають павукоподібних (Phalangium opilio, який їсть яйця та дрібних личинок, Xysticus kochi, павук в СРСР[уточнити], Peucetia viridans, Misumena й 2 види в родині Thomisidae, які їдять яйця і личинки), Neuroptera (Chrysoperla carnea і Chrysoperla rufilabris, які їдять яйця), Heteropterans (Perillus bioculatus, Podisus maculiventris, Oplomus dichrous, Oplomus severus, Stiretris anchorago, Perilloides confluens, Zicrona coerules, Pinthaeus sanguinipes, клопи, які харчуються личинками і яйцями), Coleoptera (Lebia grandis і щонайменше 8 інших видів Lebia, які їдять яйця, личинки і лялечки; Pterostichus chalcites і Calledia decora, які харчуються личинками; Coleomegilla maculata, Hippodamia convergens, Coccinella septempunctata, Coccinella transversoguttata, Harmonia axyridis, Aiolocaria miriabilis (в СРСР[уточнити]); усі сонечка, які їдять яйця і личинки; Collops quadrimaculatus; Melyridae), Hymenoptera (оси Polistes, які харчуються личинками, мурахи роду Formica, які їдять дорослих особин і личинки).
У Сполучених Штатах Coleomegilla maculata є особливо значущим хижаком, який споживає яйця і дрібних личинок. Perillus bioculatus і Podisus maculiventris атакують личинок жука; Lebia grandis харчуються яйцями і личинками колорадського жука.
Ентомофагів жука вивчав О. В. Прісний. В Україні заходи боротьби з шкідником розробляли київські ентомологи на чолі з М. П. Дядечком.

## Поява в Європі
1877 року колорадський жук потрапив до Німеччини, де був знищений. Під час або одразу після Першої світової війни він прижився неподалік американської військової бази в Бордо (Франція) та почав поширюватися впродовж Другої світової війни, в Бельгію, Нідерланди та Іспанію. Під час та одразу після Війни його популяція надзвичайно зросла та він почав поширюватися на схід, і тепер зустрічається майже по всій Європі. Під час Другої світової війни націонал-соціалістський режим Німеччини використовував жука з пропагандистськими цілями, заявляючи, що жука скинули американські повітряні сили. Американців також звинувачувало і керівництво радянського окупаційного сектора Німеччини. До 1950 року колорадського жука знайдено майже на половині картопляних полів в Німеччині. В Європейському союзі вид є карантинним у Великій Британії, Ірландії, на Балеарських островах, Кіпрі, Мальті та в південній частині Швеції і Фінляндії (колорадського жука в цих країнах не виявлено).

■ сучасний ареал колорадського жука; ■ первісний ареал колорадського жука; ■ первісний ареал картоплі
Розширення ареалу колорадського жука в Північній Америці, 1859—1876
Розширення ареалу колорадського жука в Європі, 1921—1964